# 5680 Nasmyth
5680 Nasmyth è un asteroide della fascia principale. Scoperto nel 1989, presenta un'orbita caratterizzata da un semiasse maggiore pari a 3,1652114 UA e da un'eccentricità di 0,1527605, inclinata di 1,64765° rispetto all'eclittica.